# Овусу, Эдвард
Эдвард Овусу (англ. Edward Owusu; род. 15 марта 1944, Апиреде, Золотой Берег) — ганский легкоатлет, выступавший в беге на короткие дистанции. Участник летних Олимпийских игр 1968 года.

## Биография
Эдвард Овусу родился 15 марта 1944 года в деревне Апиреде в британской колонии Золотой Берег (сейчас Гана).
В 1968 году вошёл в состав сборной Ганы на летних Олимпийских играх в Мехико. В эстафете 4х100 метров сборная Ганы, за которую также выступали Майк Ахей, Уильям Куайе и Джеймс Адди, заняла в четвертьфинале предпоследнее, 6-е место, показав результат 39,8 секунды, а в полуфинале последнее, 5-е место (39,9), уступив 0,5 секунды попавшей в финал с 4-го места команде Италии.
В 1970 году стал серебряным призёром Игр Британского Содружества наций в Эдинбурге в эстафете 4х100 метров. В беге на 200 метров выбыл в четвертьфинале.